# Žepa
Žepa (cyr. Жепа) – miejscowość w Bośni i Hercegowinie, w Republice Serbskiej, w gminie Rogatica. W 2013 roku liczyła 114 mieszkańców.
Położona jest nad niewielką rzeką Žepa wpadającą do Driny, w dolinie między górami Javor i Devetak.
W 1991 roku zamieszkiwało ją 2441 osób, w tym 2330 Boszniaków (95%), 103 Serbów oraz 8 Jugosławian.
Podczas wojny w Bośni miasto było jedną z trzech bośniackich enklaw we wschodniej Bośni opanowanej przez Serbów. Siły ONZ ustanowiły tu w maju 1993 roku tzw. „bezpieczną strefę”, którą ochraniał niewielki oddział Ukraińców działających w ramach UNPROFOR. W lipcu 1995 miasto zostało zajęte przez Armię Republiki Serbskiej, której oddziały przeprowadziły czystkę etniczną na muzułmańskich mieszkańcach miasta.